# Organización Democrática de Mujeres Somalíes
La Organización Democrática de Mujeres Somalíes (SWDO) fue una organización de mujeres de Somalia, fundada en 1977. Perteneció al Partido Socialista Revolucionario Somalí durante el régimen del presidente Siad Barre.

## Historia
La SWDO se creó con el apoyo del presidente Siad Barre en 1977 en memoria de Hawo Tako, una mujer miembro de la Liga de la Juventud Somalí anticolonialista, asesinada por las fuerzas italianas en 1948. Se creó para hacer cumplir la política de derechos de la mujer del régimen comunista de Barre, y el régimen nombró a sus líderes femeninas para mantener el cumplimiento femenino del gobierno.
En el momento de la fundación de la SWDO, los derechos de la mujer y la igualdad apenas se habían iniciado en Somalia. Después de que Somalia obtuviera su independencia de las potencias coloniales en 1960, tanto hombres como mujeres obtuvieron el derecho al voto. Sin embargo, en la práctica, no fue hasta la llegada al poder del Consejo Supremo Revolucionario (Somalia) en 1969, cuando el gobierno dio prioridad a los derechos de la mujer. La Ley de Familia de 1975 otorgaba los mismos derechos a mujeres y hombres en lo relativo al matrimonio, el divorcio y la herencia, y restringía la poligamia. Dos años más tarde se creó la SWDO.
La política de igualdad de género aplicada por el gobierno a través de la SWDO tuvo un marcado efecto en la posición de la mujer. La participación de la mujer en la sociedad aumentó de diversas formas, como la escolarización femenina, la incorporación de la mujer al trabajo, la participación de la mujer en la política y en el ejército, todo ello durante las décadas de 1970 y 1980.
Tras la caída del régimen de Barre en 1991, el extremismo islámico eliminó de hecho los derechos legales de las mujeres en Somalia.